# Томас Мустер
Томас Мустер (рођен 2. октобра 1967. у Лајбинцу, Аустрија) је бивши првопласирани тенисер на АТП листи из Аустрије, који се професионално бавио тенисом од 1985. до 1999. године. Био је водећи тенисер на земљаним теренима током деведесетих, и носио је надимак Краљ шљаке. Освојио је Отворено првенство Француске 1995. године, и још осам титула из Мастерс серије.

## Достигнућа
- Мустер је једини аустријски тенисер који је заузео прво место на АТП листи најбољих тенисера света.[2]
- Током своје четрнаест година дуге каријере, остварио је победе над играчима као што су Борис Бекер, Јевгениј Кафељников, Горан Иванишевић, Пит Сампрас и Андре Агаси.

## Резултати против других тенисера
У својој каријери, Мустер је побеђивао, али и губио у мечевима против многих познатих тенисера. Ово су његови резултати у мечевима против њих:

### Позитиван скор
- Горан Иванишевић (3—3)
- Јевгениј Кафељников (4—1)

### Негативан скор
- Андре Агаси (4—5)
- Борис Бекер (1—2)
- Пит Сампрас (2—9)

## Гренд слем финала (1)

### Победе (1)
| Година | Турнир                       | Противник у финалу | Резултат      |
| 1995   | Отворено првенство Француске | Мајкл Ченг         | 7–5, 6–2, 6–4 |

## Финала АТП Мастерс серије (10)

### Победе (8)
| Бр. | Датум             | Мастерс турнир | Подлога | Противник у финалу | Резултат                |
| 1.  | 21. мај 1990.     | Рим            | Шљака   | Андреј Чесноков    | 6–1, 6–3, 6–1           |
| 2.  | 27. април 1992.   | Монте Карло    | Шљака   | Арон Крикстин      | 6–3, 6–1, 6–3           |
| 3.  | 1. мај 1995.      | Монте Карло    | Шљака   | Борис Бекер        | 4–6, 5–7, 6–1, 7–6, 6–0 |
| 4.  | 22. мај 1995.     | Рим            | Шљака   | Сержи Бругера      | 3–6, 7–6, 6–2, 6–3      |
| 5.  | 30. октобар 1995. | Есен           | Тепих   | Маливај Вошингтон  | 7–6, 2–6, 6–3, 6–4      |
| 6.  | 29. април 1996.   | Монте Карло    | Шљака   | Алберт Коста       | 6–3, 5–7, 4–6, 6–3, 6–2 |
| 7.  | 20. мај 1996.     | Рим            | Шљака   | Рихард Крајичек    | 6–2, 6–4, 3–6, 6–3      |
| 8.  | 31. март 1997.    | Мајами         | Тврда   | Сержи Бругера      | 7–6, 6–3, 6–1           |

### Порази (2)
| Бр. | Датум            | Мастерс турнир | Подлога | Противник у финалу | Резултат      |
| 1.  | 30. април 1990.  | Монте Карло    | Шљака   | Андреј Чесноков    | 6–1, 6–3, 6–1 |
| 2.  | 11. август 1997. | Синсинати      | Тврда   | Пит Сампрас        | 6–3, 6–1, 6–3 |

## Награде
- 1990: АТП награда за повратак године
- 1990: Аустријски спортиста године
- 1995: Аустријски спортиста године